# Malyn
Malyn (en ucraniano: Ма́лин) es una ciudad de Ucrania perteneciente al raión de Korosten en la óblast de Zhytómyr.
En 2025 tenía una población estimada de 27 000 habitantes.
Hasta la reforma territorial de 2020, estaba constituida como ciudad de importancia regional y era el mismo tiempo la sede administrativa de su propio distrito sin formar parte del mismo.

## Demografía
Según el censo de 2001, la gran mayoría de la población era hablante de ucraniano (95.38%), existiendo una minoría de hablantes de ruso (4.12%).

## Economía
La principal industria de la ciudad es la fábrica de papel Malynska Paperova Fabrika (Малинська паперова фабрика), que pertenece al  grupo suizo Wicor Holding y emplea a 900 trabajadores en la ciudad.
También se halla en la ciudad una estación sismológica creada por el Tratado de Prohibición Completa de los Ensayos Nucleares.

## Patrimonio

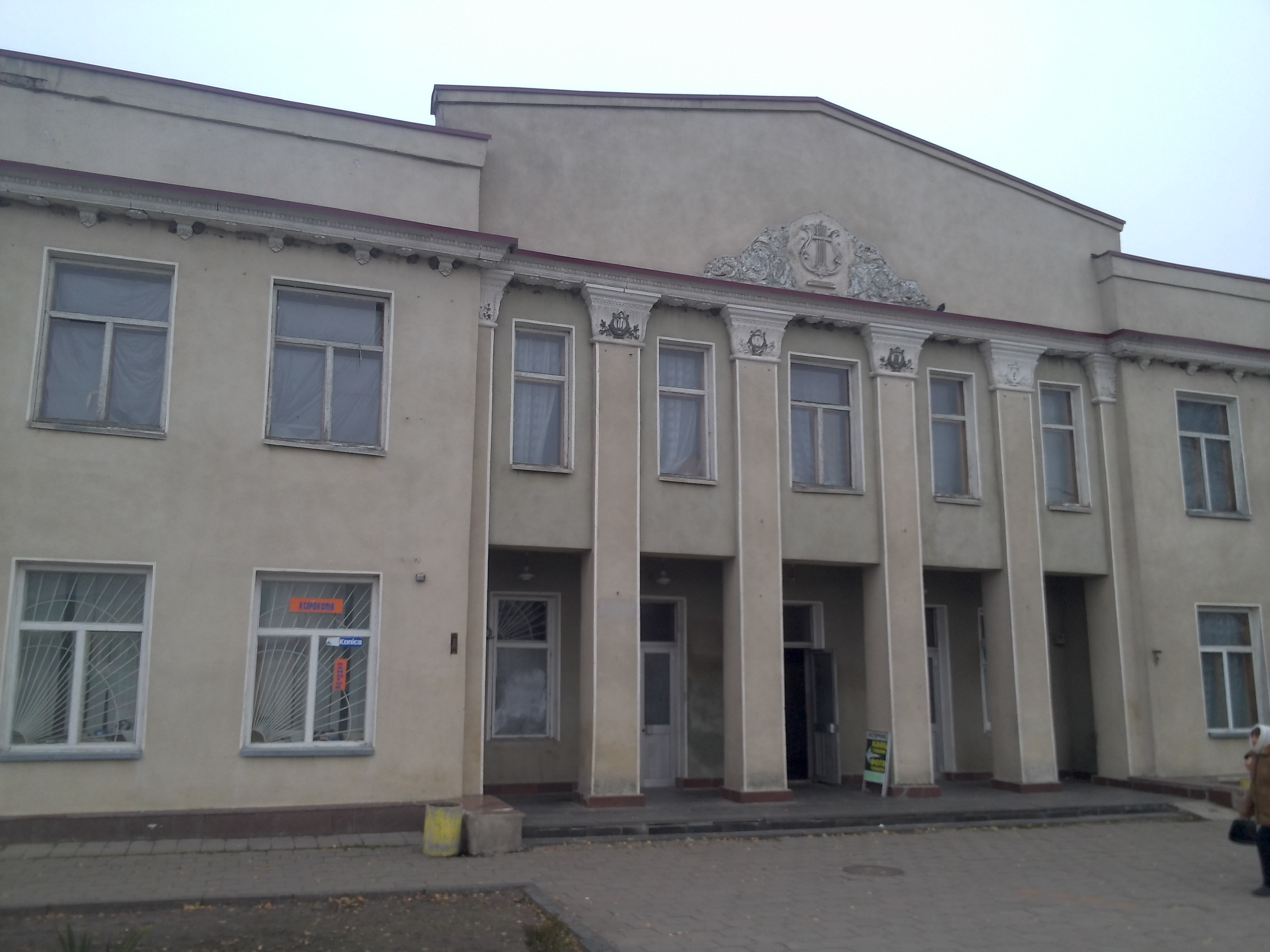
Casa de la cultura.
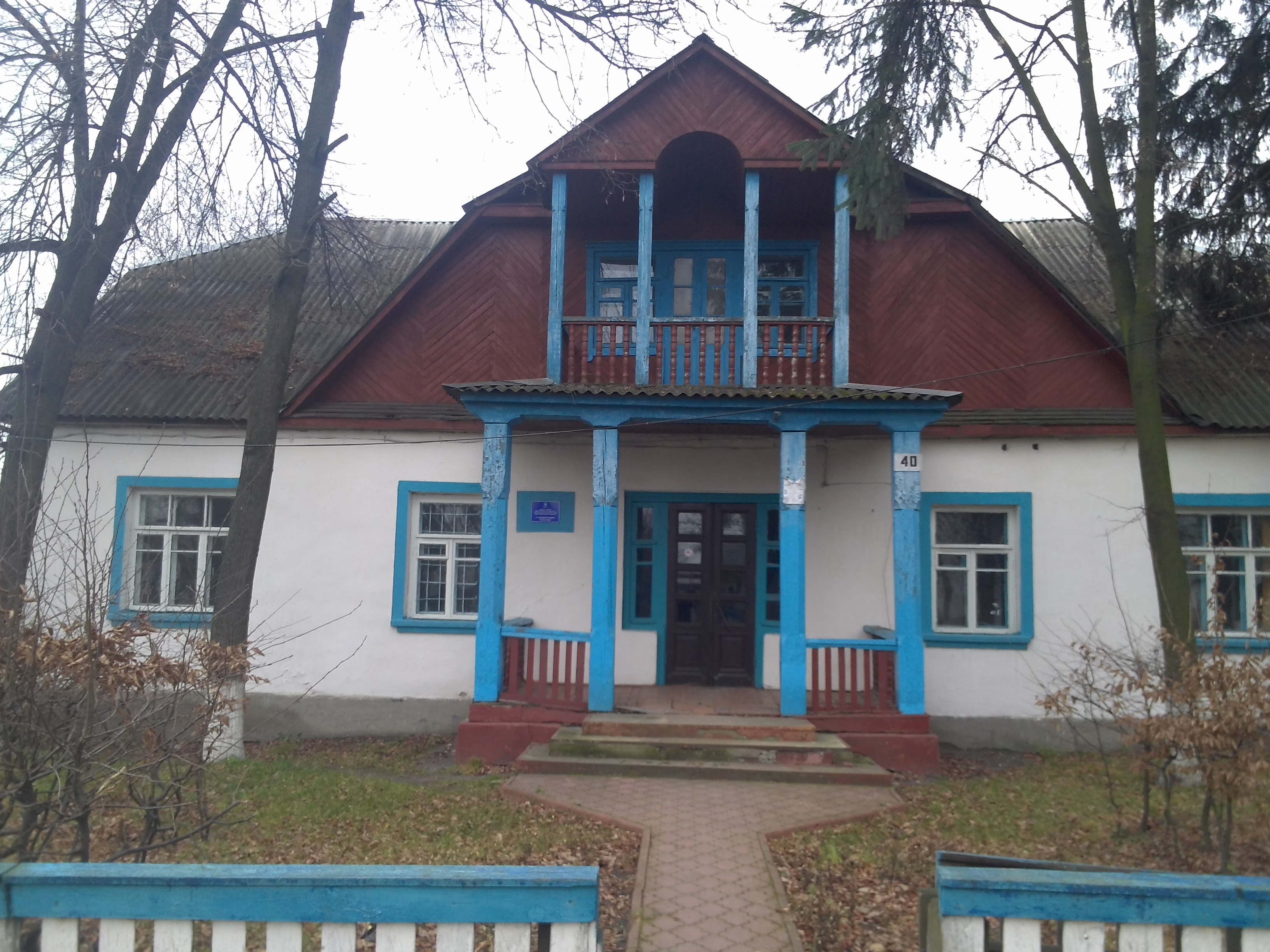
Edificio histórico.